# Corante traçante
Corante traçante é corante que se aplica para o acompanhamento e rastreamento de um fluxo e suas ramificações adicionado ao líquido em questão. O objetivo do rastreio pode ser uma análise do fluxo em si, do transporte de algo pelo fluxo ou dos objetos que transmitem o fluxo. É uma evolução do antigo método de bóias de rastreamento, que basicamente consiste em lançar um objeto flutuante em um fluxo de água para ver até onde vai ou onde emerge.
Exemplos de corantes usados para rastreio de fluxos são a rodamina B e a fluoresceína, pelo seu baixo custo, fácil disponibilidade no comércio e sua fluorescência. São também usados os corantes isotiocianato de fluoresceína, a rodamina WT, as eosinas e o azul Evans.